# Чарлз Скотт Шеррінгтон
Сер Чарлз Скотт Ше́ррінгтон (англ. Charles Scott Sherrington; 27 листопада 1857, Лондон — 4 березня 1952, Істборн) — британський вчений в галузі фізіології і нейробіології. Лауреат Нобелівської премії з фізіології або медицини в 1932 році (разом з Едгаром Едріаном) «за відкриття, що стосуються функцій нейронів». Запропонував терміни «синапс», «нейрон», «ноцицептор».

## Біографія

### Дитинство й походження
Згідно з офіційними біографіями Чарлз Шеррінгтон народився в лондонському районі Ізлінгтон 27 листопада 1857 року, у родині Джеймса Нортона Шеррінгтона. Джеймс Нортон походив з Кайстера поблизу Грейт-Ярмута. Він помер невдовзі після народження Чарльза, а його дружина Анна Брукс Тертелл (англ. Ann Brookes Thurtell) невдовзі одружилася вдруге з археологом та мистецтвознавцем доктором Калебом Роузом (англ. Caleb Rose) з Іпсвіча.
Натомість у 2020 році історики науки Мосс і Гантер встановили, що Джеймс Шеррінгтон помер 1848 року, а Анна Брукс Тартелл удруге вступила в шлюб лише 1880 року. Таким чином, Чарлз Шеррінгтон міг бути позашлюбним сином Анни Шеррінгтон та Калеба Роуза. Проте в британському переписі населення 1861 року місцем народження Чарльза Скотта названо Індію, а його брата — Ліверпуль, при чому обидва не носять ані прізвища Шеррінгтон, ані прізвища Роуз. Імовірно, обидвох хлопчиків Анна всиновила. Сам Шеррінгтон за життя не схвалював біографічні розвідки щодо свого дитинства.

### Навчання
З 1871 року навчався в Іпсвічській школі Королеви Єлизавети. Директором школи в той час був Губерт Ештон Голден, а вчителем літератури — англійський поет Томас Еш. 1876 року Чарлз поступив до Шпиталю святого Фоми, де 1878 року склав іспит до Королівської колегії хірургів. Надалі він недовго перебував у Едінбургу. З 1879 року він навчався в Кембріджі в фізіолога Майкла Фостера як вільний слухач, а з наступного року став студентом Ґонвілл-енд-Кіз-Коледжу.

### Викладач у Кембриджі
1883 року Шеррінгтона призначили демонстратором (асистентом) на кафедрі анатомії Кембридзького університету під керівництвом професора Джорджа Гамфрі. Паралельно він був демонстратором гістології у Шпиталі святого Фоми в зимовому семестрі 1883—1884 років. У 1884 році він став членом Королівської колегії хірургів, 1885 року здобув диплом першого класу за складання трипосу з природознавства в Кембриджі та диплом бакалавра медицини, а 1886 — ліцензіата Королівської колегії лікарів.
Узимку 1884—1885 років Шеррінгтон працював у лабораторії Гольца в Страсбурі, а 1885 року був відряджений як член правління Асоціації дослідників медицини до Іспанії задля вивчення епідемії холери. У 1886 році його знову відрядили вивчати спалах холери, тепер у Венеції. Зібрані матеріали Шеррінгтон привіз до Берліна, де досліджував їх під керівництвом Рудольфа Вірхова. Вірхов також направив його до лабораторії Роберта Коха на 6 тижнів для вивчення методик. У Коха він працював упродовж року.
1887 року Шеррінгтона призначили лектором системної фізіології у Шпиталі св. Фоми. Того ж року його обрали членом Ґонвілл-енд-Кіз-Коледжу в Кембриджі. 1891 року він обійняв посаду професора та суперінтенданта в лондонському Інституті Брауна з передових фізіологічних та патологічних досліджень (англ. Brown Institute for Advanced Physiological and Pathological Research).

### Ліверпульський період
1895 року Шеррінгтон подався на конкурс на посаду Вейнфлітського професора з фізіології в Оксфордському університеті, проте не здобув посади. Тоді він погодився обійняти посаду професора фізіології Ліверпульського університету, що її заснував та обіймав Річард Катон, який уперше виміряв електричну активність кори головного мозку ссавців. Під час його роботи в Ліверпулі в його лабораторії упродовж 8 місяців працював американський хірург Гарві Кушинг.
У 1903—1904 роках Шеррінгтон читав Сілліманівські меморіальні лекції в Єльському університеті. За ними він 1906 року видав монографію «Інтегративна дія нервової системи» (англ. The Integrative Action of the Nervous System). Лекції мали великий успіх, тому Шеррінгтона запросили перейти працювати в Колумбійський університет, а також до Університету Торонто. Утім він відмовився й лишився викладати в Ліверпулі.

### Оксфордський період
У 1913 році Шеррінгтона запросили на посаду Вейнфлітського професора з фізіології в Оксфордському університеті. На цей раз комітет з виборів кандидатів на посаду підтримав його одноголосно.
У 1915 році з початком Першої світової війни Шеррінгтон вирішив, що не може стояти осторонь. Під час літніх канікул з червня він проїхав понад 100 км від Оксфорда до Бірмінгема на велосипеді та найнявся на 3 місяці працювати некваліфікованим робітником на артилерійський завод Vickers-Maxim в Бірмінгемі, де зміна тривала щодня 12 годин, а в вихідні — по 9 годин. У липні 1918 року Шеррінгтон був призначений головою Дослідницької ради з втоми в промисловості (англ. Industrial Fatigue Research Board).
У 1919 році він видав підручник «Фізіологія ссавців: курс з практичними вправами» (англ. Mammalian Physiology: a Course of Practical Exercises).
Після Першої світової війни фізіологічна лабораторія в Оксфордському університеті була дуже погана обладнана. На допомогу Шеррінгтону прийшов Арчибальд Гілл, який 1920 року подарував йому власноруч сконструйований електростимулятор для подачі струму до живих об'єктів.
1932 року Шеррінгтон здобув Нобелівську премію з фізіології або медицини. Вперше його номінували 1902 року, а загалом його ім'я упродовж 30 років висували 134 науковці. Упродовж усіх 30 років кандидатуру Шеррінгтона блокував один член нобелівського комітету. Премію Шеррінгтон розділив зі своїм другом і кембридзьким професором Едгаром Едріаном з формулюванням «за відкриття, що стосуються функції нейронів».
У 1933 році читав Рідівську лекцію в Кембридзькому університеті на тему «Мозок та його механізм».
1936 року Шеррінгтон полишив викладання й вийшов на пенсію.

### Останній період життя
Після виходу на пенсію Шеррінгтон оселився в місті свого дитинства Іпсвічі, де збудував для своєї родини будинок. На вихідних подружжя Шеррінгтонів часто приймало гостей. Він почав готувати книги, що мали підсумувати його діяльність у галузі фізіології. Упродовж 1937/1938 академічного року він читав серію Гіффордських лекцій в Едінбурзькому університеті. За цими лекціями 1940 року він опублікував книгу «Людина та її природа», де обговорював спадщину французького фізіолога XVI століття Жана Фернеля та свої власні погляди в царині фізіології людини. У 1946 році він видав другу книгу, присвячену цьому досліднику, «Прагнення Жана Фернеля».
Шеррінгтон помер у Істборні 4 березня 1952 року.

## Особисте життя та родина
Шеррінгтон був середнього зросту, проте міцної тілобудови. Ще зі школи активно займався спортом, а в Кембриджі грав у регбі та веслував. Був одним з перших спортсменів у зимових видах спорту на швейцарському курорті Гріндельвальд. З дитинства мав короткозорість. Сучасники згадували його як доброзичливого та приязного чоловіка, готового присвятити людині час.
Цікавився поезією та музикою, і навіть опублікував одну збірку власних віршів «The Assaying of Brabantius» (1925).

## Науковий внесок
Шеррінгтон вивчав фізіологію рефлекторної дуги в нервовій системі. Він довів односпрямованість передачі сигналу в рефлекторній дузі, встановив причину синаптичної затримки. Вивчав взаємодію окремих рефлексів, гальмування в спинному мозку, описав децеребраційну ригідність та механізми спінального шоку. Шеррінгтон запропонував класифікацію рецепторів, які розділив на екстерорецептори, інтерорецептори та пропріорецептори.
Початок інтересу Шеррінгтона до роботи мозку пов'язують з Міжнародним медичним конгресом 1881 року в Лондоні, під час якого німецький фізіолог Фридріх Гольц продемонстрував собаку з видаленими фрагментами кори головного мозку, що зберіг відносно нормальну поведінку. Викладач Джон Ньюпорт Ленглі залучив Шеррінгтона до комісії з аналізу цього собаки. На тому ж конгресі Шеррінгтон бачив демонстрацію Девіда Феррієра з мавпою, у якої були порушені рухові функції через пошкодження моторної кори. Перша публікація Шеррінгтона вийшла 1884 року разом з Ленглі та стосувалася якраз гістологічного обстеження собаки з експерименту Гольця. Друга публікація і перша одноосібна вийшла 1885 року й також була присвячена цьому собаці.
На початку роботи в Кембриджі Шеррінгтон вивчав будову та функції спинного мозку. Цьому сприяли його спілкування з Рамоном-і-Кахалем та Гаскеллом. На початку 1890-х років чимало дослідників узялися вивчати спинальні рефлекси, і Шеррінгтон долучився до досліджень. Його праці останніх років у Кембриджі присвячені цим рефлексам, а також іннервації м'язів еферентними нервами. У період 1893—1897 років він вивчав, які саме сегменти спинного мозку іннервують шкіру. У цей же час він виявив, що лише третина нервових волокон нерва, що іннервує м'яз, є еферентними, а більшість є моторними. За 4 роки викладання в Шпиталі святого Фоми він видав десяток наукових праць.
Під час роботи в Ліверпулі Шеррінгтон знову досліджував вплив нервової системи на скорочення м'язів-антагоністів. Він показав, що ці скорочення регулюються гальмівними рефлексами: коли один м'яз скорочується, інший розслабляється за рахунок гальмівної дії нервів. Також він вивчав пірамідний шлях, що поєднує спинний і головний мозок. Між лекціями в Єльському університеті та переходом до Оксфорду 1913 року Шеррінгтон опублікував 77 наукових праць.
1908 року Британська асоціація сприяння науковим дослідженням в рамках свого фізіологічного відділу організувала комітет з вивчення втоми на чолі з Чарлзом Шеррінгтоном. Комітет проводив лабораторні дослідження щодо впливу втоми на м'язові та ментальні здібності.
Остання експериментальна праця Шеррінгтона вийшла 1940 року та була присвячена крайовим клітинам (англ. border cells) спинного мозку, які є частиною пірамідного шляху.

### Учні
Серед учнів Шеррінгтона були Джон Екклс, Александер Форбс, Вайлдер Пенфілд, Гарві Кушинг, Джон Фаркуар Фултон, Дерек Денні-Браун та інші.

## Нагороди та визнання

### Нагороди
- Нобелівська премія з фізіології або медицини (1932)
- Медаль Коплі (1927)
- Орден Заслуг (1924)[17]
- Лицар Великого Хреста Ордену Британської імперії (1922)[17]
- Медаль Лондонського королівського товариства (1905)
- Медаль Бейлі (1899)

### Почесні звання
Шеррінгтона було обрано почесним доктором низки університетів, зокрема:
- Оксфордський університет
- Лондонський університет
- Шеффілдський університет
- Бірмінгемський університет
- Манчестерський університет
- Ліверпульський університет
- Університет Вельсу
- Единбурзький університет
- Будапештський університет
- Афінський університет
- Брюссельський університет
- Бернський університет
- Торонтський університет
- Монреальський університет
- Гарвардський університет

### Членства та посади
- Президент Лондонського королівського товариства (1920—1925)
- Член Німецької національної академії наук Леопольдина (1925)
- Член Паризької академії наук (1923)
- Президент Член Британської асоціації сприяння розвитку науки (1922)
- Член Національної академії наук США
- Член Британської асоціації сприяння розвитку науки
- Член Лондонського королівського товариства (1890)
- Член Королівського коледжу лікарів (1886)
- Член Королівського коледжу хірургів (1884)

## Вшанування пам'яті
29 вересня 2021 року на будівлі Шеррінгтона в Ліверпульському університеті було відкрито меморіальну табличку на його честь.

## Наукові праці
- Sherrington CS (1906) The Integrative Action of the Nervous System. New York: Charles Scribner's Sons. (англ.)